# 센트럴아바코

센트럴아바코

센트럴아바코(영어: Central Abaco)는 바하마의 구로 아바코 제도에 위치한다. 아바코 제도에 있는 바하마 지역 중 하나이다. 이 지역에는 섬의 상업 중심지인 아바코스에서 가장 큰 도시인 마시하버(Marsh Harbour)가 있다. 보다 눈에 띄는 정착지는 다음과 같다.
- 리틀 하버
- 레이크 시티
- 스프링 시티
- 마시하버
- 던다스 타운

이 지역의 지방정부는 세 개의 타운 지역 중 하나인 마시하버에 기반을 두고 있다(다른 지역은 머피타운 타운십 및 던다스 타운 타운십).